# Glenea regina
Glenea regina é uma espécie de escaravelho da família Cerambycidae. Foi descrita por James Thomson em 1865. É conhecida a sua existência na Malásia.